# Polyphysaceae
Famille
Les Polyphysaceae sont une famille d'algues vertes de l'ordre des Dasycladales. 

## Étymologie
Le nom vient de l'ancien genre type Polyphysa, Lamarck, 1816,  dont l'holotype était Polyphysa australis Lamarck,. Le nom de genre est composé du préfixe "poly-", plusieurs, et du suffixe "-phys", vessie, en référence à la structure de cette algue dont l'extrémité (apex) est garnie de kystes reproducteurs.

## Liste des genres
Selon AlgaeBase (30 avril 2013) et  World Register of Marine Species (30 avril 2013) :
- Acetabularia J.V.Lamouroux
- Chalmasia Solms-Laubach
- Parvocaulis S.Berger, U.Fettweiss, S.Gleissberg, L.B.Liddle, U.Richter, H.Sawitzky & G.C.Zuccarello

Selon BioLib (6 septembre 2021) :
- Acetabularia Lamouroux
- Chalmasia Solms-Laubach
- Clypeina Michelin
- Ioanella Granier & Berthou
- Parvocaulis S.Berger, U.Fettweiss, S.Gleissberg, L.B.Liddle, U.Richter, H.Sawitzky & G.C.Zuccarello
- Pseudoclypeina Radoicic

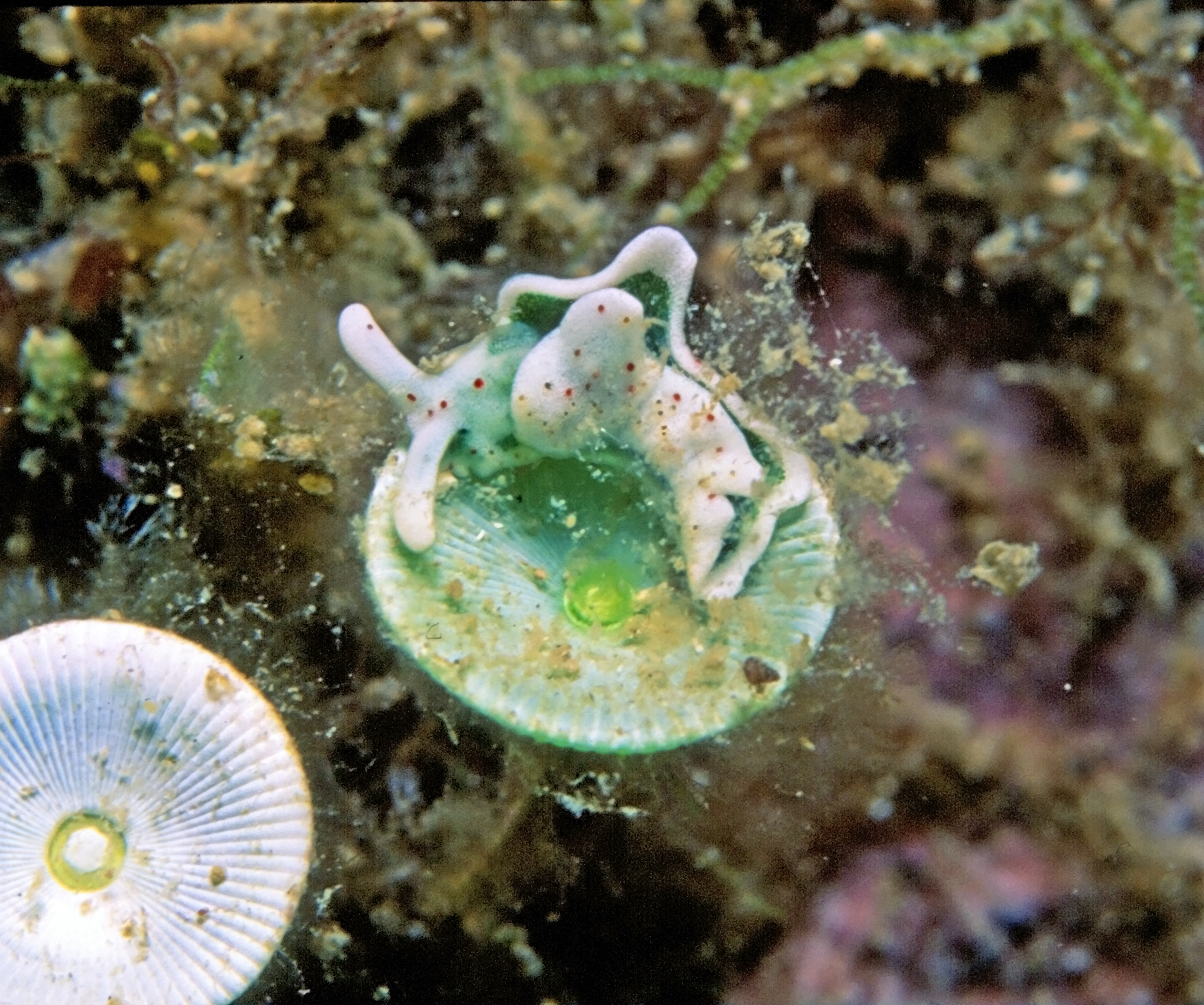
Acetabularia acetabulum (broutée par Elysia timida)
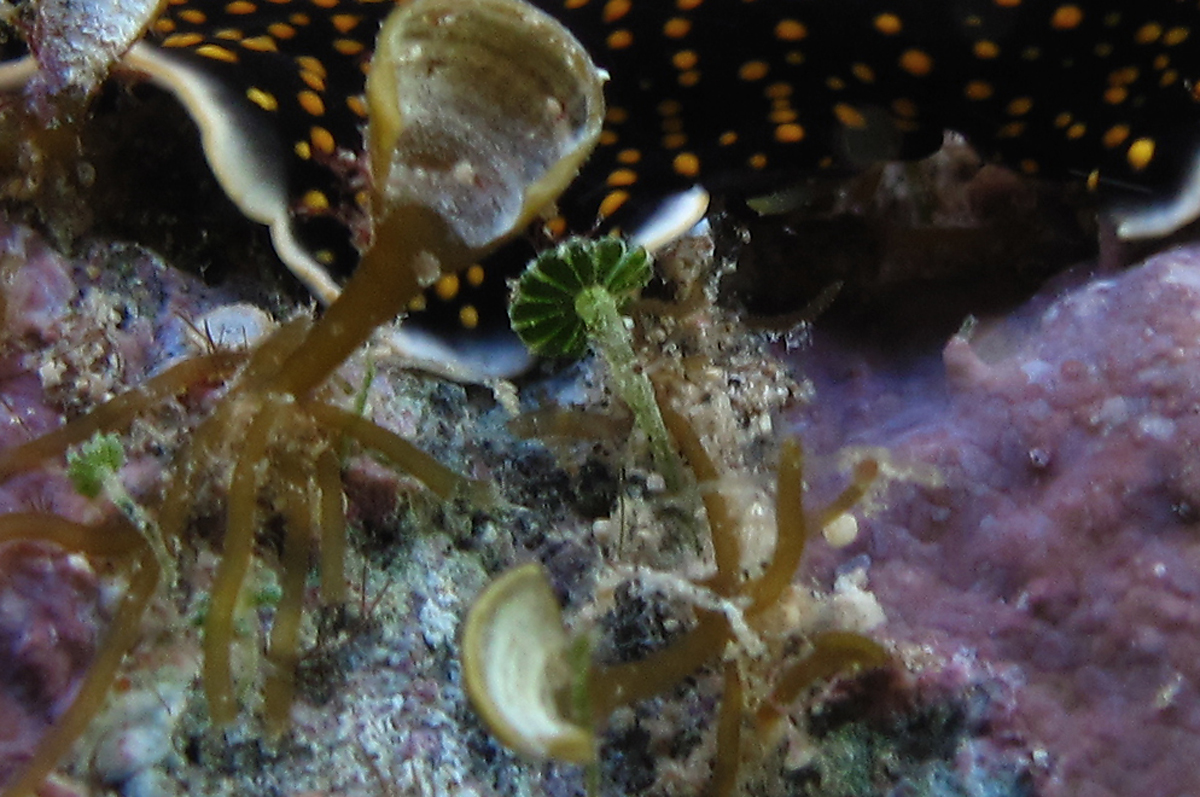
Parvocaulis parvulus